# 馬西斯頓 (密西西比州)
馬西斯頓（英語：Mathiston）是位於美國密西西比州喬克托縣及韋伯斯特縣的城鎮。

## 人口
根據2020年美國人口普查的數據，馬西斯頓的面積為6.56平方千米，當中陸地面積為6.48平方千米，而水域面積為0.07平方千米。當地共有人口831人，而人口密度為每平方千米127人。